# De grønlandske mumier
De grønlandske mumier er en dansk dokumentarfilm fra 1986 med instruktion og manuskript af Jørgen Roos.

## Handling
I 1979 blev to eskimograve opdaget i Grønland. En lille ekspedition foretager udgravningen, og fundene sendes til Nationalmuseet i København for at blive analyseret og tidsbestemt. Gravene indeholder to børne- og seks kvindelig, der er velbevarede og mumificerede i det arktiske klima. Alle er de døde i 1460, men hvad har deres skæbne været? Er en konebåd blevet overrasket af en storm, så de druknede? Har en epidemi gjort ende på deres liv? Er de ofre for en stammefejde? Er de blevet dræbt af koloniserende nordboere? Mumierne er i dag udstillet på Grønlands landsmuseum i Nuuk.